# Pyrzany

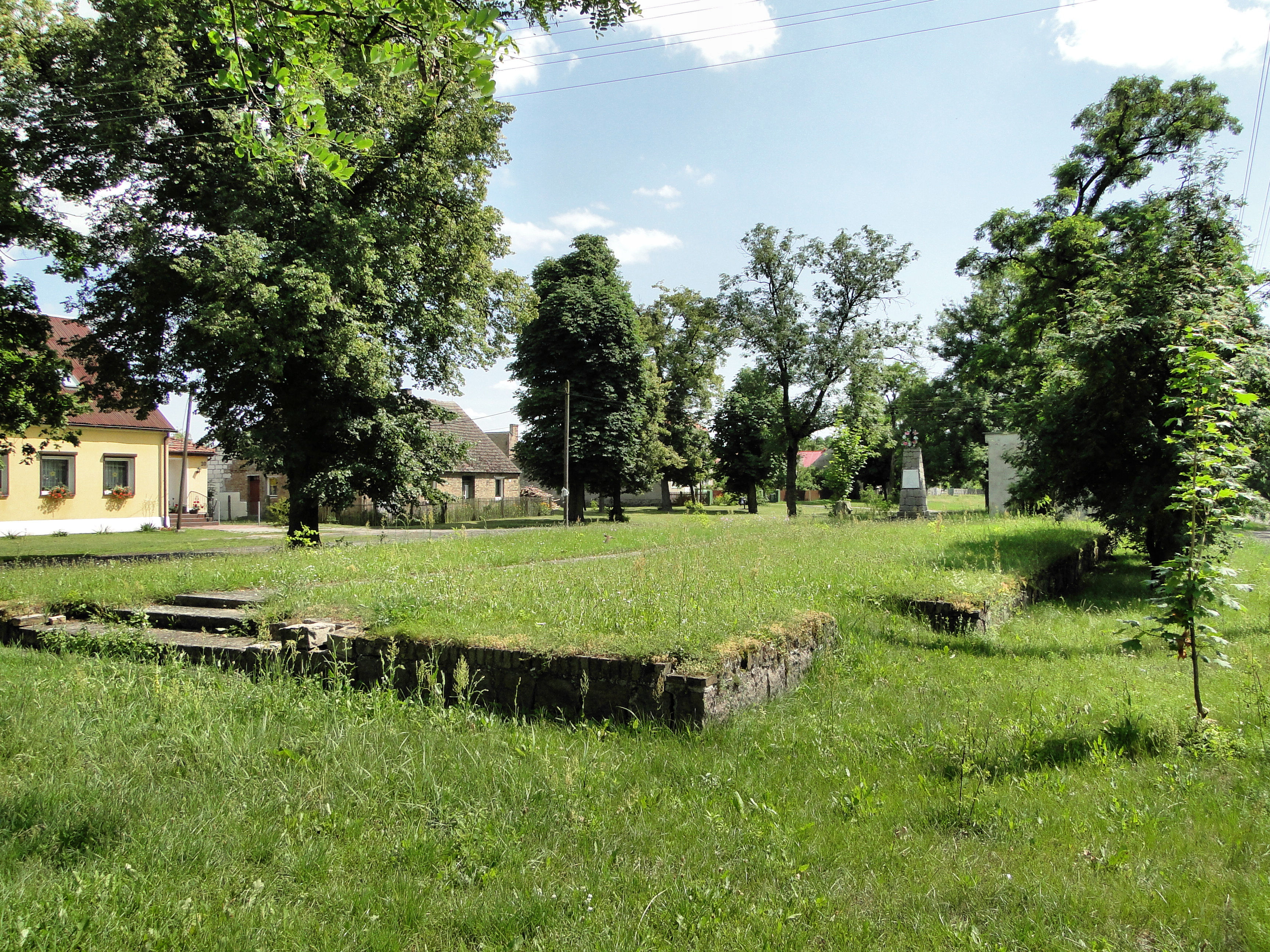
Centralny plac w Pyrzanach z widocznymi fundamentami dawnego kościoła. W tle – na obelisku – tablica poświęcona ks. Michałowi Krallowi

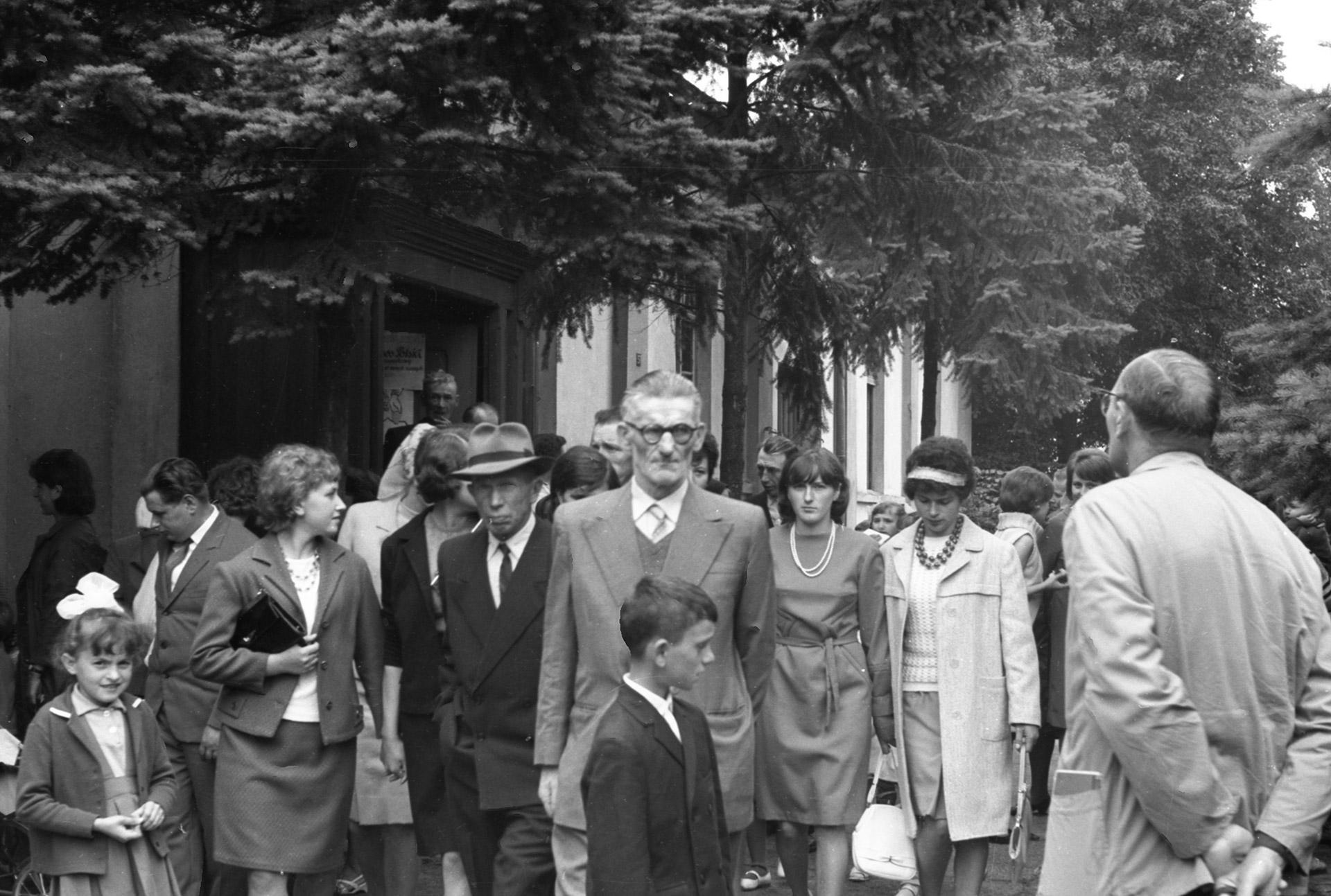
Mieszkańcy wsi przy kościele (1967)

Pyrzany – wieś w Polsce położona w województwie lubuskim, w powiecie gorzowskim, w gminie Witnica.

## Nazwa wsi
W dokumentach historycznych wieś występuje jako: Pyrene, Pirene, Pyren. Ks. Stanisław Kozierowski opowiadał się w swoich pracach za nadaniem wsi nazwy „Pieranie”. Wśród polskich kolejarzy rozpowszechniła się nazwa „Pierzany”. Z kolei pierwsi polscy osadnicy wieś nazywali „Fabianówką” (od nazwiska urzędującego sołtysa). Przybyli wkrótce przesiedleńcy ze wsi Kozaki pragnęli dla miejscowości nazwy „Nowe Kozaki”. Dopiero w listopadzie 1945 uchwalono ostatecznie urzędową nazwę wsi – Pyrzany.

## Historia
Rodowód wsi sięga średniowiecza. Początkowo zamieszkiwana była przez ludność słowiańską trudniącą się głównie rybactwem na Warcie i jej rozlewiskach. Po przeprowadzonych w drugiej połowie XVIII w. wielkich melioracjach dolnego odcinka Warty, czyli błot nadwarciańskich, rybołówstwo na tym terenie straciło na znaczeniu, a mieszkańcy zajęli się uprawą roślin i hodowlą zwierząt (głównie bydła). W 1772 oraz 1840 wieś nawiedziły duże pożary (po pierwszym z nich zmieniono rozplanowanie wsi i odbudowano ją w nieco innym miejscu niż dotychczas).
W XVIII w. w okolicy działało kilka hut szkła, a w samych Pyrzanach zbudowano duży magazyn wyrobów szklanych oraz towarowy port rzeczny.
Po II wojnie światowej wieś została zasiedlona przez repatriantów ze wsi Kozaki (Zazule-Kozaki) w powiecie złoczowskim w województwie tarnopolskim.
W latach 1954-1958 wieś była siedzibą gromady Pyrzany, po jej zniesieniu w gromadzie Witnica.W latach 1975–1998 miejscowość administracyjnie należała do województwa gorzowskiego.

## Liczba mieszkańców
| Rok                | 1809 | 1861 | 1933 | 1946 | 1978 | 2000 | 2011 |
| Liczba mieszkańców | 270  | 707  | 719  | 443  | 330  | 299  | 287  |

## Malowidło
Repatrianci przez wiele lat pielęgnowali pamięć o miejscu swego pochodzenia. Dobitnym tego dowodem było namalowanie na zewnętrznej ścianie pierwszego zbudowanego od podstaw domu mieszkalnego w Pyrzanach – panoramy przedstawiającej wieś Kozaki (autor malowidła: Bronisław Iśków – dawny mieszkaniec Kozaków). Jest to najprawdopodobniej jedyny tego typu obiekt na tzw. „Ziemiach Odzyskanych”.
Na początku XXI w. właściciele budynku przystąpili do jego ocieplania, co spowodowało częściowe zasłonięcie malowidła. Na skutek protestów prace termomodernizacyjne na tej ścianie zostały wstrzymane.

## Kościół
We wsi jest Kościół Niepokalanego Serca Najświętszej Maryi Panny w Pyrzanach, data wybudowania kościoła nie jest znana. Pierwsza informacja o budowie kościoła, po pożarze poprzedniego, pochodzi z 1778, który uległ zniszczeniu podczas pożaru wsi w 1840. Również kolejny ryglowy kościół przetrwał przez podobny czas i w 1900 r. został rozebrany. Zastąpił go murowany kościół, który funkcjonował do końca II wojny światowej. Przybyli do Pyrzan polscy repatrianci nie zasiedlili go jednak z niewyjaśnionych do końca przyczyn (powodem mogło być uszkodzenie budynku lub niechęć osadników do zajmowania obcej, protestanckiej świątyni). Kościół ten został z czasem rozebrany (pozostały tylko fundamenty).
Do celów sakralnych przysposobiona została dawna wiejska świetlica, która pełni tę funkcję do dziś. Pierwszym proboszczem został ks. Michał Krall, który przybył tu razem z osadnikami. W 1985 r. na niewielkim obelisku znajdującym się przy ruinach przedwojennego kościoła umieszczono tablicę poświęconą jego osobie.